# Искреност
Искреност је један од аспеката личности која укључује истинољубивост, одсуство контрадикторности између стварних осећања и намера према другој особи (или групи људи) и начина на се та осећања и намере представљају речима. Искреност је врлина онога ко комуницира и делује у складу са целином својих осећања, веровања, мисли и жеља на искрен и искрен начин. 
Најважнији знак неискрености је недоследност између вербалних исказа и невербалних знакова (гестова, израза лица, интонације), које говорник не може увек да контролише.
Генерално, искреност се сматра позитивном особином, односно врлином. Међутим, искреност се, понекад, коси са учтивошћу, са нормама западног бонтона, које ограничавају изражавање негативних оцена „у лице“, које могу бити увредљиве или увредљиве са становишта саговорника. Из бушидо перспективе, такав недостатак искрености се сматра лицемерјем.
Према студији објављеној у Жоурнал оф тхе Ацадеми оф Маркетинг Сциенце, искреност је повезана са белим, ружичастим и жутим бојама.
Америчка књижевница, професорка и истраживачица социјалног рада Брене Браун верује да стид спречава човека да буде искрен. Едукатори социјалног рада Деан Х. Хепвортх, Роналд Х. Роонеи и Јане Лавсон дефинишу искреност као „личну комуникацију која је природна, искрена, лежерна, отворена и аутентична“.